# Machine à chocs

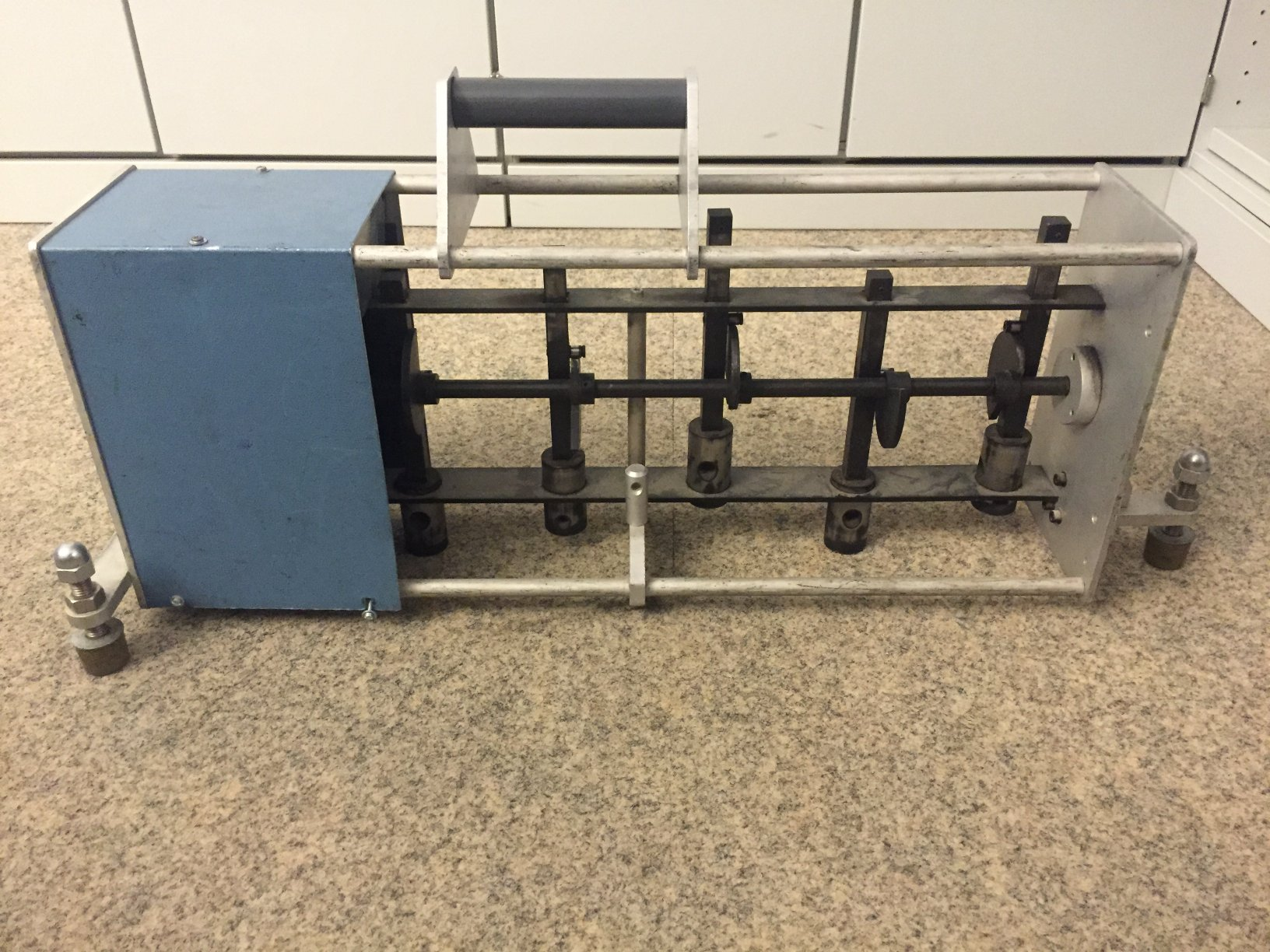
Machine à chocs.

Une machine à chocs est utilisée pour vérifier le niveau d’efficacité d’un plafond contre le bruit de choc sur le sol, dédiée aux tests normalisés de performance aux impacts sonores.
Elle possède cinq marteaux requis, pesant chacun 500 g, avec une hauteur de chute de 40 mm et 100 ms entre chaque impact de marteau. Un indicateur de niveau monté sur la face supérieure aide l’utilisateur à aligner l’unité pour ajuster la hauteur de chute des marteaux. L’acousticien utilise un sonomètre de classe 1, c'est-à-dire possédant une large gamme de fréquences et une incertitude de mesure très faible, inférieure à 1,5 dB, et la machine à chocs permettant la réalisation des mesures de bruits d'impacts (bruits solidiens).

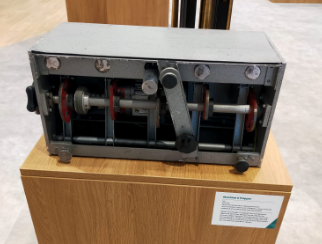
Machine à frapper exposée dans les collections de l'Université Grenoble Alpes. Elle était utilisée à partir des années 1960 dans l'ENSAG pour vérifier si les constructions répondaient aux normes acoustiques en vigueur.

Elle était également utilisée dans un but pédagogique dans les formations en urbanisme.